# Pasqual Mel·lai
Pasqual Mel·lai (L'Alguer, Sardenya, 1937) és un empresari i activista cultural alguerès. Des de la seva sastreria i bugaderia, Renta a sec catalana, a la plaça de Santa Maria ―en italià, Piazza Duomo― de l'Alguer, ha dut a terme una tasca important de divulgació de les tradicions, la història i els costums algueresos. Això, juntament amb el seu arxiu documental de valor notable, l'ha convertit en un referent per als catalans interessats en la cultura de l'Alguer. Avui jubilat, la seva botiga s'ha convertit en un restaurant que inclou al nom una referència a l'antiga sastreria.
Juntament amb Pere Català i Roca fou un dels protagonistes del retrobament d'intel·lectuals catalans i algueresos a l'Alguer el 1960.
El 1982 fou fundador de l'Escola d'Alguerès Pascual Scanu. El 2010 va rebre un dels Premis d'Actuació Cívica de la Fundació Lluís Carulla.